# Hektor Freyer
Karl Julius Hektor Freyer (* 10. Oktober 1865 in Burgstädt als Karl Julius Hector Freyer; † 16. März 1948 in Dresden) war ein deutscher Kommunalpolitiker. Er war von 1899 bis 1929 (Ober-)Bürgermeister der Stadt Mittweida in Sachsen.

## Leben
Er war der Sohn des promovierten Sanitätsrates Karl Gotthilf Freyer und seiner Ehefrau Thekla, geb. Vogel und wurde in der sächsischen Stadt Burgstädt geboren. Dreißig Jahre leitete er die Kommunalverwaltung in der Stadt Mittweida. Danach setzte er sich 1929 zur Ruhe und zog 1935 nach Dresden-Neustadt. Hier war er im Aufsichtsrat der Sächsischen Industriebahnen-Gesellschaft und in Chemnitz Vorstandsrat der Chemnitzer Girobank KG.